# Кіта-Акіта (Акіта)

40°13′33.87″ пн. ш. 140°22′14.62″ сх. д. / 40.2260750° пн. ш. 140.3707278° сх. д.
Кіта́-А́кіта (яп. 北秋田市, きたあきたし, МФА: [kʲi̥ta akʲi̥ta ɕi̥]) — місто в Японії, в префектурі Акіта.

## Короткі відомості
Розташоване в північній частині префектури, в середній течії річки Йонесіро. Виникло на основі сільських поселень раннього нового часу. Засноване 22 березня 2005 року шляхом об'єднання містечок Таканосу, Айкава, Морійосі, Ані. Основою економіки є сільське господарство, рисівництво, садівництво, машинобудування, комерція. Станом на 1 жовтня 2007 площа міста становила 1152,57 км². Станом на 1 липня 2008 населення міста становило 38 006 осіб.